# Putanges-le-Lac
Putanges-le-Lac is een gemeente in het Franse departement Orne (regio Normandië). De plaats maakt deel uit van het arrondissement Argentan. Het gemeentehuis bevindt zich in de plaats Putanges.

## Geschiedenis
Putanges-le-Lac is op 1 januari 2016 ontstaan door de fusie van de gemeenten Chênedouit, La Forêt-Auvray, La Fresnaye-au-Sauvage, Ménil-Jean, Putanges-Pont-Écrepin, Rabodanges, Les Rotours, Saint-Aubert-sur-Orne en Sainte-Croix-sur-Orne.

## Geografie
De oppervlakte van Putanges-le-Lac bedroeg 76,91 vierkante kilometer; de bevolkingsdichtheid was toen 27,5 inwoners per km².  De gemeente telde 2.115 inwoners op 1 januari 2022.

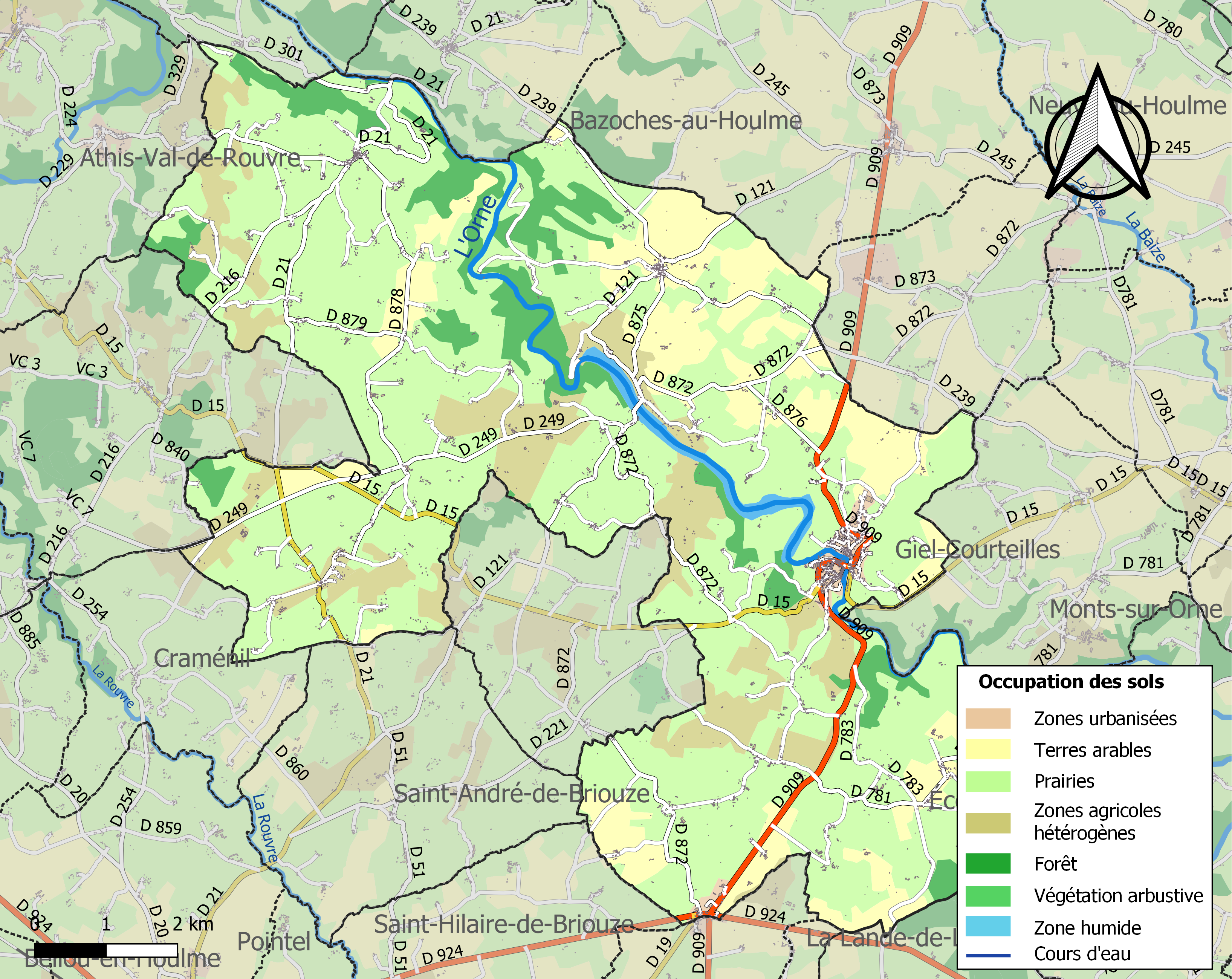
Kaart van de gemeente met belangrijkste infrastructuur, bodemgebruik en omliggende gemeenten